# Île d'Or
Île d'Or är en privat ö belägen vid byn Le Dramont, 9 km öster om staden Saint-Raphaël i departementet Var i södra Frankrike. Ön ligger invid udden Cap du Dramont. Den lilla klippön, bestående av röd porfyr, är bebyggd med ett torn i medeltida stil. Detta torn kan ha inspirerat Hergé till Tintinboken Den svarta ön. 
År 1897 sålde franska staten ön till M. Sergent för 280 francs. Efter en förlust i ett parti poker övergick äganderätten till läkaren Auguste Lutaud i början av 1910-talet. Lutaud lät uppföra ett torn på ön och lät därefter utropa sig till Auguste den förste, kung över Île d’Or. Kung Auguste I organiserade en påkostad fest för att fira sin kröning. Han lät (helt olagligt) slå mynt och ge ut frimärken, där ön avbildades, fram till sin död 1925.
Den 15 augusti 1944 ägde den allierade invasionen i Provence, Operation Dragoon, rum på Plage du Dramont på fastlandet mittemot Île d’Or. 
År 1961 såldes ön till den pensionerade marinofficeren François Bureau, som renoverade tornet och bodde där fram till sin död 1994. Ön tillhör fortfarande familjen Bureau.
Vattnen kring Île d’Or är populära för dykare, som ofta utgår från den närbelägna lilla fiskehamnen Poussaï.